# Dolores Caballero Barrigón
María Dolores Caballero Barrigón es una doctora en medicina y cirugía española especialista en hematología y hemoterapia. Su actividad clínica e investigadora se centra en linfomas y trasplantes de médula ósea.
Desde 1990 fue jefa de la Sección de la Unidad Clínica y de la Unidad de Trasplante del Servicio de Hematología del Hospital Universitario de Salamanca. y desde 2016 profesora titular de la Universidad de Salamanca hasta su jubilación en 2022.
Dolores Caballero fue presidenta del Grupo Español de Linfomas y Trasplante Autólogo de Médula Ósea (GELTAMO) y miembro de la Comisión Nacional de Hematología y Hemoterapia de la SEHH (Sociedad Española de Hematología y Hemoterapia).

## Biografía académica e investigadora

### Datos académicos
Dolores Caballero se licenció en Medicina y Cirugía por la Universidad de Valladolid en el año 1978. Cursó el MIR en el Servicio de Hematología del Hospital Universitario de Salamanca. Obtuvo el grado de doctor en Medicina y Cirugía por la Universidad de Salamanca en 1984 con la tesis Marcadores Inmunológicos en la Diferenciación de Gammapatías Monoclonales dirigida por el  hematólogo Jesús San Miguel.

### Actividad investigadora, clínica y docente
Trabajó en los servicios de hematología del Hospital de León y el Hospital de Jerez de la Frontera antes de hacerlo en el Hospital Universitario de Salamanca. En la actualidad la Doctora Dolores Caballero es profesora titular de Universidad en la Facultad de Medicina de la Universidad de Salamanca. Ha dirigido ocho tesis doctorales. Su actividad clínica e investigadora se centra fundamentalmente en los linfomas y el trasplante hematopoyético. Ha participado como investigador en varios proyectos nacionales (FIS & CICYT), habiendo sido investigadora principal en 5 de ellos. Participa en numerosos ensayos clínicos siendo investigadora principal en varios de ellos. Es miembro, a través del Sacyl-Ibsal (Instituto de Investigación Biomédica de Salamanca), del consorcio dirigido por el Instituto Tecnológico Agrario de Castilla y León (Itacyl) que desarrolla alimentos con disponibilidad de ácido ferúlico indicados para enfermos oncológicos, específicamente con leucemia, y que requieren mejorar y estimular la producción de anticuerpos.

### Trasplantes de médula ósea
Durante su trabajo en el hospital de Jerez de la Frontera realizó una estancia en la Unidad de Trasplantes del University College Hospital de Londres en 1986, inaugurando a su vuelta la Unidad de Trasplante en el Hospital de Jerez. Desde 1990 trabaja en el Hospital Universitario de Salamanca donde es la jefa de la Sección de la Unidad Clínica y de la Unidad de Trasplante del Servicio de Hematología de dicho hospital. Dicha unidad ha realizado desde 1990 cerca de dos mil trasplantes –con una media en los últimos años de más de 120 trasplantes al año– de los cuales la mitad son trasplantes alogénicos (de donante emparentado o no emparentado). Dolores Caballero es investigadora principal en el área de Terapia celular y trasplante del Instituto de Investigación Biomédica de Salamanca (IBSAL).

### Grupos y sociedades hematológicas
Dolores Caballero fue presidenta tanto del Grupo Español de Linfomas/Trasplante Autólogo de Médula Ósea (GELTAMO); como de la Sociedad Castellano-Leonesa de Hematología y Hematoterapia (SCLHH)
Fue miembro del Grupo Español de Trasplante Hematopoyético y Terapia Celular (GETH) y perteneció a la Sociedad Española de Hematología y Hemoterapia en la que fue miembro de la Comisión Nacional de la Especialidad y a la Sociedad Europea de Hematología (European Hematology Association, EHA). Además fue integrante de los grupos cooperativos españoles de Linfoma, Sangre periférica y del grupo Europeo de Trasplante de Médula Ósea y de linfomas (The European Lymphoma Institute - ElI).

## Publicaciones
Artículos en revistas internacionales
La hematóloga Dolores Caballero ha publicado más de doscientos artículos en revistas internacionales:
- Publicaciones de Dolores Caballero en CNKI Scholar (enlace roto disponible en Internet Archive; véase el historial, la primera versión y la última).
- Publicaciones de Dolores Caballero en PubMed
- Publicaciones de Dolores Caballero en Blood Journal (enlace roto disponible en Internet Archive; véase el historial, la primera versión y la última).
- Dolores Caballero en Google Scholar
- Publicaciones de Dolores Caballero en The Lancet

Libros
- Guía de práctica clínica para el tratamiento de linfoma folicular: Guía de práctica clínica para el tratamiento de pacientes con linfoma folicular en primera línea y tras la recaída (versión reducida), Salutis Research, 2011, ISBN 9788461502424.
- Linfomas B agresivos, Grupo Aula Médica SL, 2004, ISBN 9788478853519.
- Linfomas no Hodgkin (Cap. 13), en Hematología - Manual Básico razonado, Jesús San Miguel y Fermín Sánchez-Guijo, Elsevier, 3ª ed., ISBN 978-84-8086-463-3, 2009[24]